# Костомолоти
Костомолоти (пол. Kostomłoty) — село в Польщі, у гміні Кодень Більського повіту Люблінського воєводства. Населення — 561 особа (2011).

## Історія

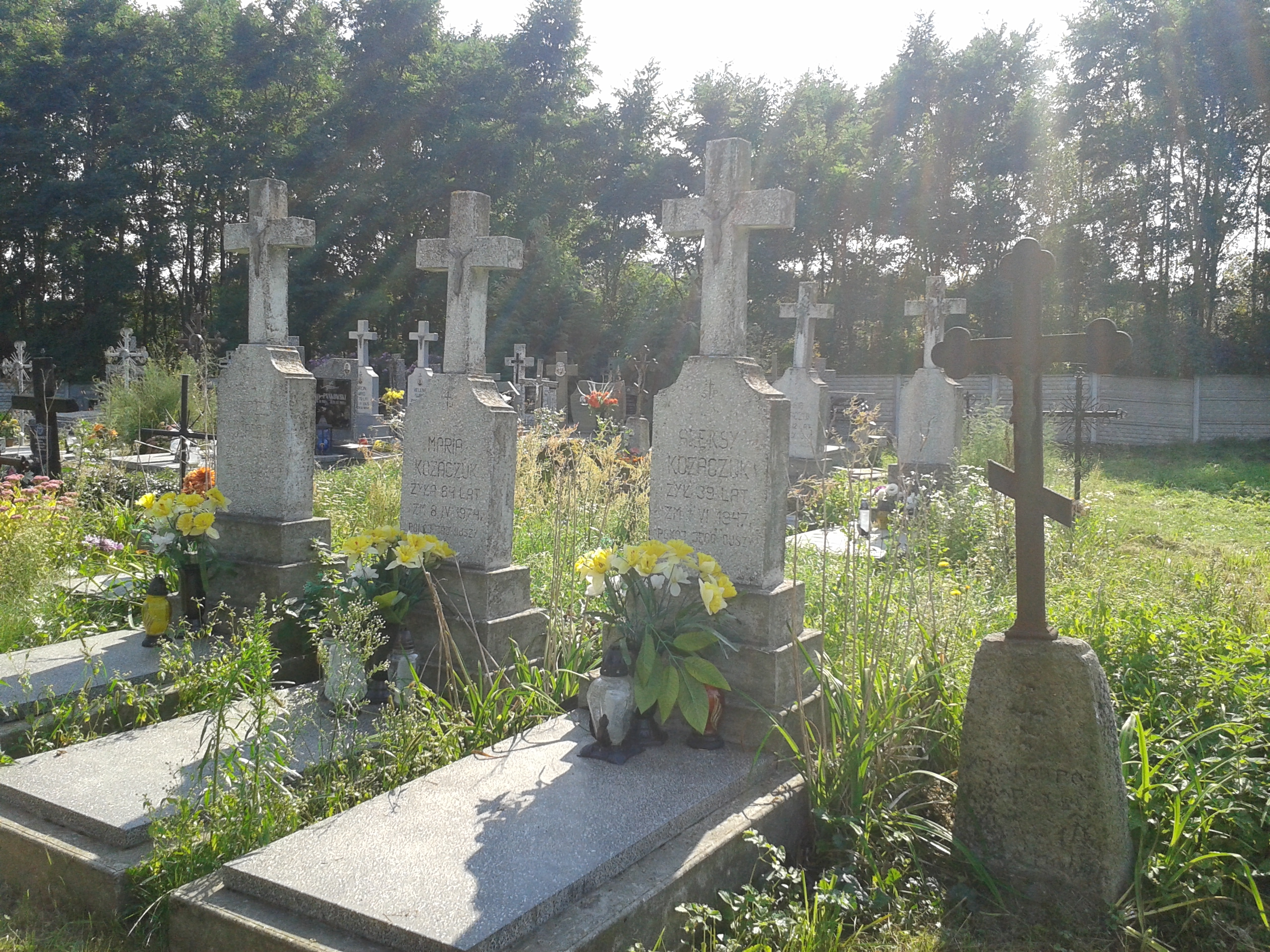
Греко-католицьке кладовище

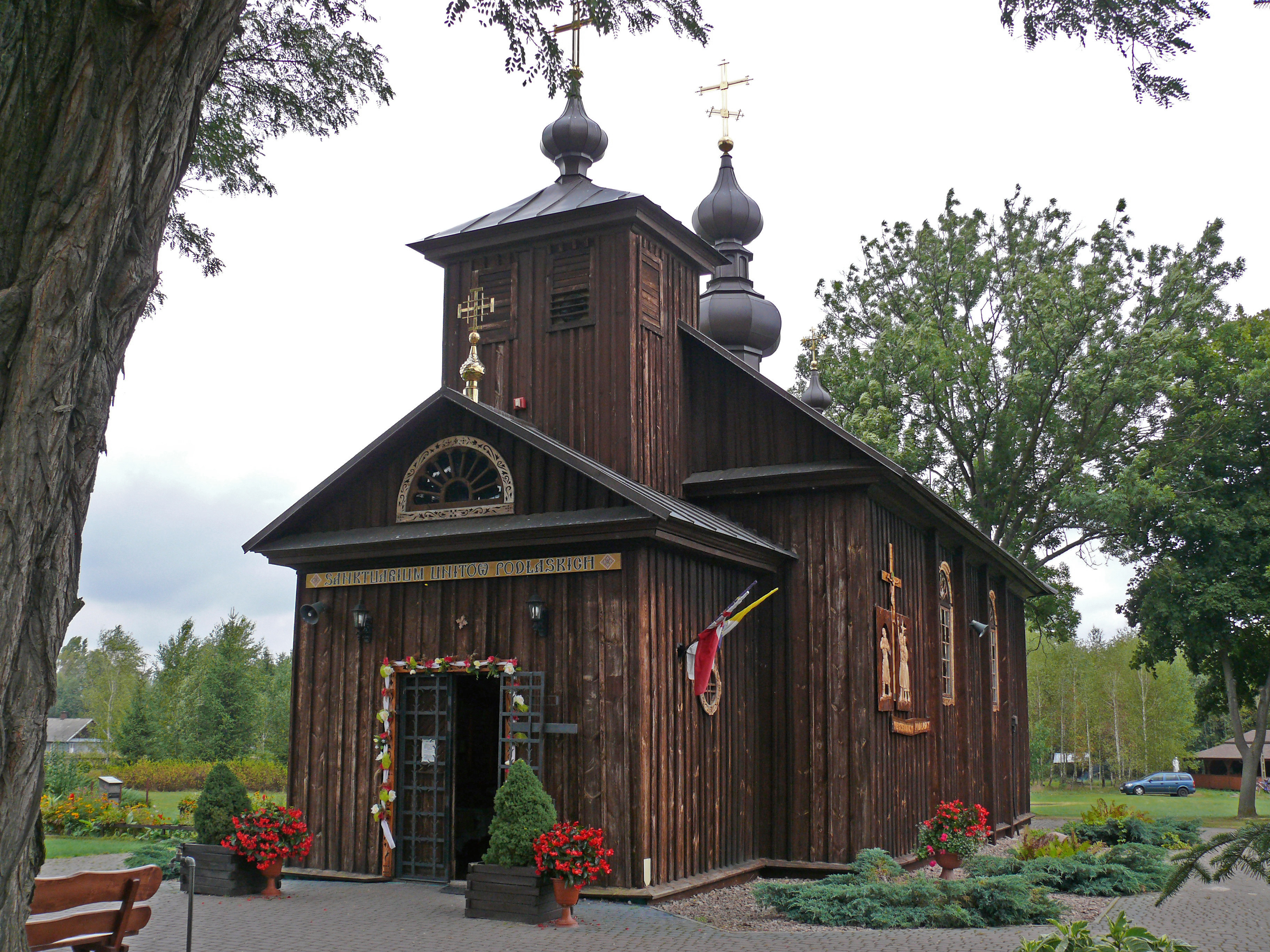
Неоунійний храм священномученика Микити

Село здебільшого було населене етнічними українцями, від XVII століття існували греко-католицька та православна парафії. 1779 року вперше згадується церква східного обряду в селі. За даними етнографічної експедиції 1869—1870 років під керівництвом Павла Чубинського, у селі переважно проживали греко-католики, які розмовляли українською мовою.
У липні-серпні 1938 року польська адміністрація в рамках великої акції руйнування українських храмів на Холмщині і Підляшші знищила місцеву православну церкву.
У 1943 році в селі мешкало 268 українців та 355 поляків. У 1944 році, вже за радянської окупації, мешканці села зверталися до влади з проханням відкрити українську школу, на що з отримали відповідь, що українці можуть навчатися в польській школі, де для них окремо були уроки української мови. 1947 року в рамках операції «Вісла» із села було депортовано у північно-західні воєводства 275 українців.
У 1975—1998 роках село належало до Білопідляського воєводства.

## Населення
Демографічна структура станом на 31 березня 2011 року:
|          | Загалом | Допрацездатний вік | Працездатний вік | Постпрацездатний вік |
| -------- | ------- | ------------------ | ---------------- | -------------------- |
| Чоловіки | 299     | 47                 | 202              | 50                   |
| Жінки    | 262     | 48                 | 134              | 80                   |
| Разом    | 561     | 95                 | 336              | 130                  |

## Пам'ятки
- Неоунійний храм священномученика Микити, колишня греко-католицька церква, 1852 року.
- Православна церква святого Серафима Саровського, 2003 року.
- Греко-католицький цвинтар.

## Відомі люди
- Василь Дмитріюк (1890—1973) — український політик, громадський діяч, лікар.
- Карпо Дмитріюк (1885—1921) — український громадський діяч, педагог.
- Петро Купрись (1933—2002) — український та польський поет, перекладач.